# Stationssamhälle

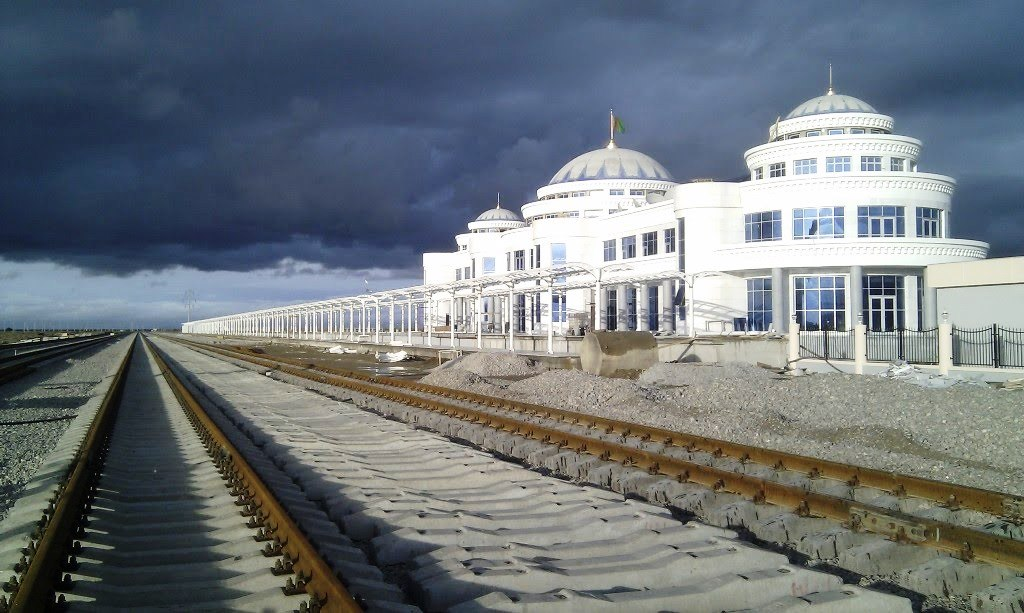
Staden Bereket i Turkmenistan, som har sitt ursprung från en järnvägsstation byggd 1885. Staden är idag en viktig korsning mellan den gamla transkaspiska järnvägen och den nya nord-sydliga transnationella järnvägen.

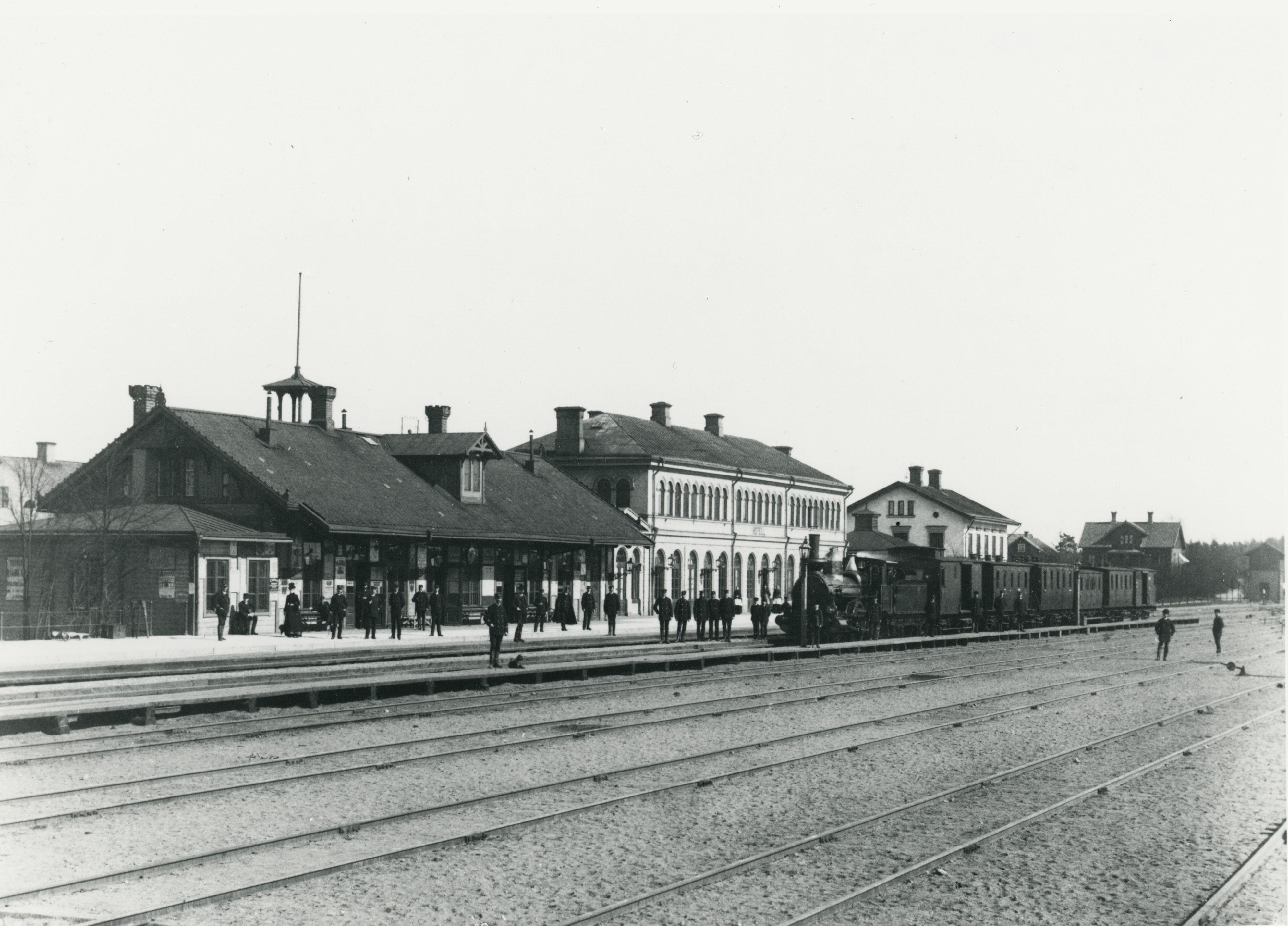
Katrineholm är ett typiskt stationssamhälle i Sverige, uppbyggt kring en järnvägsstation invigd 1862 utmed Västra stambanan.

Ett stationssamhälle är ett samhälle som vuxit upp kring en järnvägsstation. En mer allmän betydelse är ett samhälle med en järnvägsstation.
När järnvägar byggdes skedde detta i de flesta fall i renodlad landsbygd mellan städerna. I vissa fall valde man vid byggandet av statsbanorna även sträckningar som inte passerade äldre städer, och överlät åt enskilda intressen att bygga anslutande järnvägar. Kring de stationer som tillkom längs järnvägarna uppstod ofta efter hand så kallade stationssamhällen. I många fall skedde en snabb utveckling kring dessa stationer och samhällen växte upp där olika typer av industriell verksamhet startades. Utvecklingen var ofta särskilt snabb i de så kallade järnvägsknutarna, där olika banor hade anslutning till varandra. Både butiker och industrier hade behov av transporter av varor, och det blev lättast om de låg nära en station, eftersom ett hästlass inte ens kunde ta en hundradel som mycket last som dåtidens tåg.
Stationssamhällenas tillväxt ledde ofta till att man tvingades förordna stadsstadgor i dessa samhällen, vilka därigenom blev municipalsamhällen. En del av dessa utvecklades också till köpingar och i vissa fall även städer. 

## Sverige
Ett exempel på stationssamhälle är Katrineholm, som ursprungligen var namnet på en herrgård där en station för Västra stambanan anlades på 1860-talet och så småningom utvecklades till stad. Nässjö, Sävsjö, Hässleholm och Eslöv är andra exempel på tätorter som uppstått på 1800-talet till följd av järnvägens etablering, och som under 1900-talet fått stadsrättigheter. Andra exempel på stationssamhällen är Alvesta, Hallsberg, Mjölby, Herrljunga, Höör, Krylbo, Tierp, Töreboda, Vännäs, Ånge och Öxnered.